# Exposition spécialisée de 1938
L’Exposition aéronautique internationale de la Ligue de défense aérienne de Finlande (1938) (SILI) est une exposition dite « spécialisée » reconnue par le Bureau international des Expositions (BIE) qui s’est tenue, du 14 mai au 22 mai 1938 à Helsinki, en Finlande sur le thème de l’aéronautique,.

## L'exposition
Elle s’est déroulée dans le hall d’exposition Messuhalli d'une surface de 8 000 m2.
Les thèmes choisis couvrent les avions civils et militaires, la communication, les sciences et la littérature de l’aéronautique.
On peut y voir des avions d’entraînement et de liaison comme le Tuisku, le Viima ou le Fokker C.X.